# Xunantunich

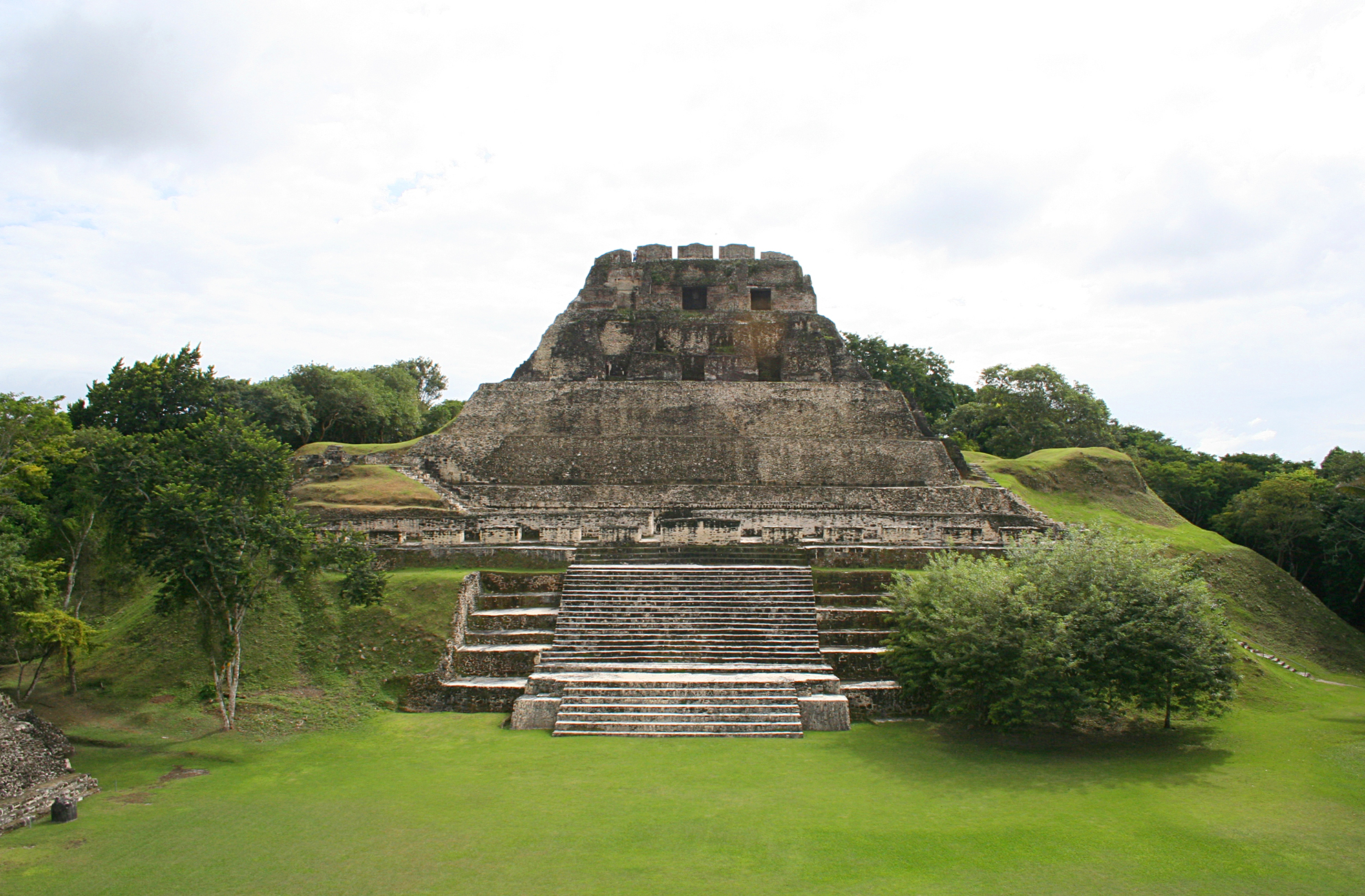
Budowla El Castillo

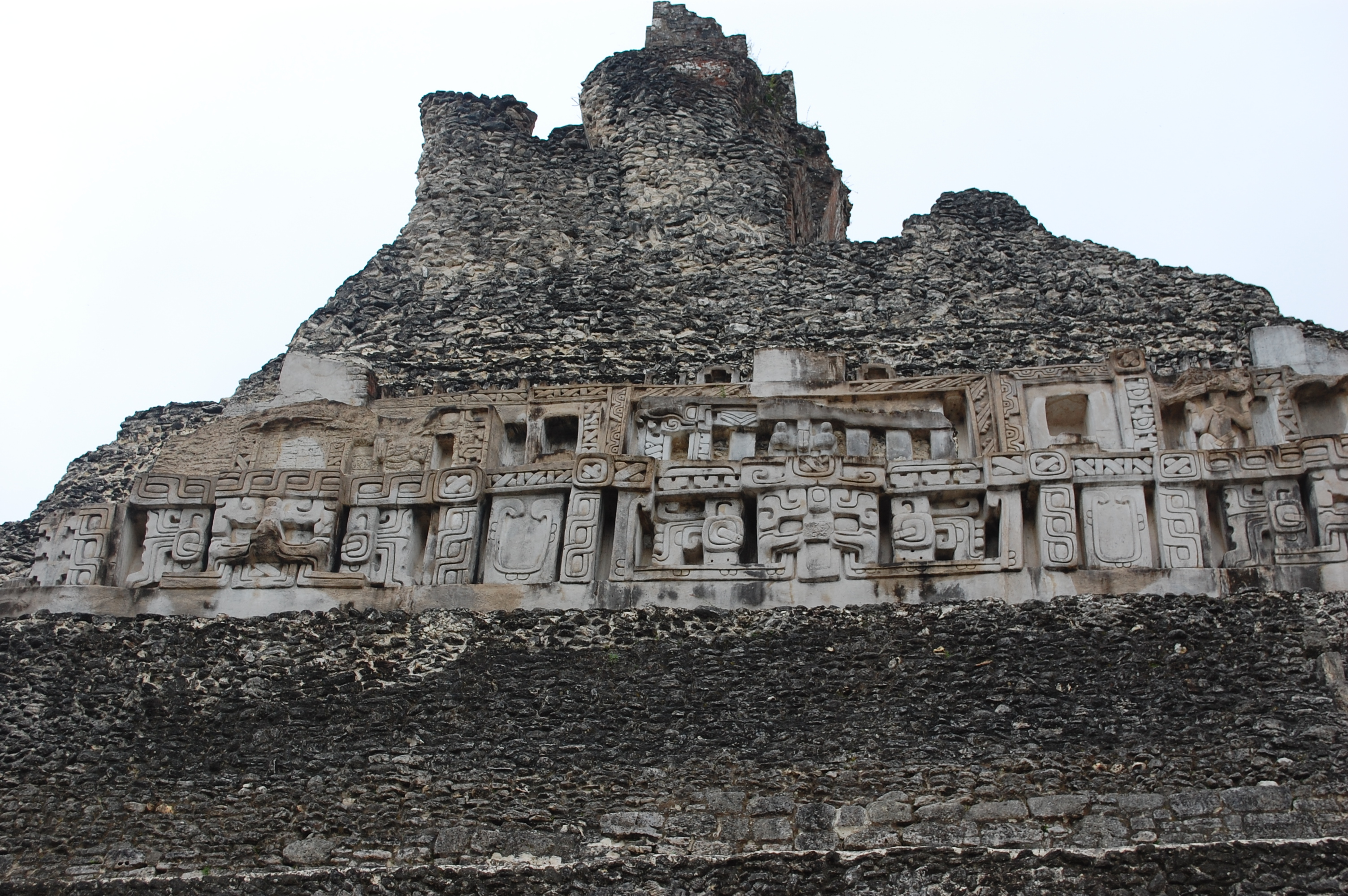
Fragment świątyni El Castillo

Xunantunich – stanowisko archeologiczne cywilizacji Majów położone ok. 130 km na zachód od miasta Belize. W późnym okresie klasycznym było ważnym ośrodkiem obrzędowym.
Nazwa „Xunantunich” w języku majów oznacza „Kamienną kobietę” i jest kombinacją słów z języka mopan i yucatec. Oryginalna nazwa miejsca nie jest znana.
Przeprowadzone wykopaliska archeologiczne dowiodły, że stanowisko było zasiedlane już w okresie preklasycznym (1100–900 r. p.n.e.), ale nie jest pewne czy wówczas odgrywało ono znaczącą rolę. Ok. 600–670 r. rozszerzyło swój obszar i obejmowało kilka kilometrów kwadratowych. W ścisłym centrum znajdowały się place, groble, boiska do rytualnej gry ullamaliztli oraz piramidy. Większość budowli powstała między 670–750 r. n.e. a największą z nich była El Castillo. Wznosząca się na wysokość ok. 40 m struktura była jedną z najwyższych, pośród tych, które znajdują się na terytorium obecnego Belize (wielkością ustępowała jedynie świątyni w Caracol). Ok. 750 roku ośrodek został opuszczony z bliżej nieznanych przyczyn.
W połowie lat 90. XIX wieku  Thomas Gann przeprowadził wykopaliska archeologiczne i sporządził pierwsze szczegółowe opisy stanowiska. W 1938 roku angielski archeolog J. Eric S. Thompson kontynuował badania i na podstawie odnalezionej w regionie ceramiki określił jej chronologię.
W latach 1959–60 do Xunantunich przybyła ekspedycja naukowa z Cambridge, która zbadała tzw. struktury A-11 i A-15. Na podstawie badań osadów powierzchniowych stwierdzono, że budowle uległy zniszczeniu w wyniku nagłej katastrofy. 
W 2016 roku zespół archeologów pod przewodnictwem Jaime Awe’a odkrył przy jednym z budynków nienaruszoną komorę grobową. W jej wnętrzu znajdowały się szczątki mężczyzny w wieku około 20-30 lat oraz liczne ceramiczne naczynia, obsydianowe noże, perły, zwierzęce kości oraz różne kamienne artefakty.